# Dipartimento di General Güemes (Chaco)
General Güemes è un dipartimento argentino, situato nella parte settentrionale della provincia del Chaco, con capoluogo Juan José Castelli.

## Geografia fisica
Esso confina con le province di Salta e Formosa, e con i dipartimenti di Libertador General San Martín, Maipú e Almirante Brown.

## Società

### Evoluzione demografica
Secondo il censimento del 2001, su un territorio di 25.487 km², la popolazione ammontava a 62.227 abitanti, con un aumento demografico del 42,19% rispetto al censimento del 1991.

## Amministrazione
Nel 2001 il dipartimento comprendeva i seguenti comuni (municipios in spagnolo):
- El Sauzalito
- Fuerte Esperanza
- Juan José Castelli
- Miraflores
- Misión Nueva Pompeya
- Villa Río Bermejito

Fanno parte del dipartimento anche le delegazioni municipali di El Espinillo e Wichí - El Pintado.